# Les Hydropathes

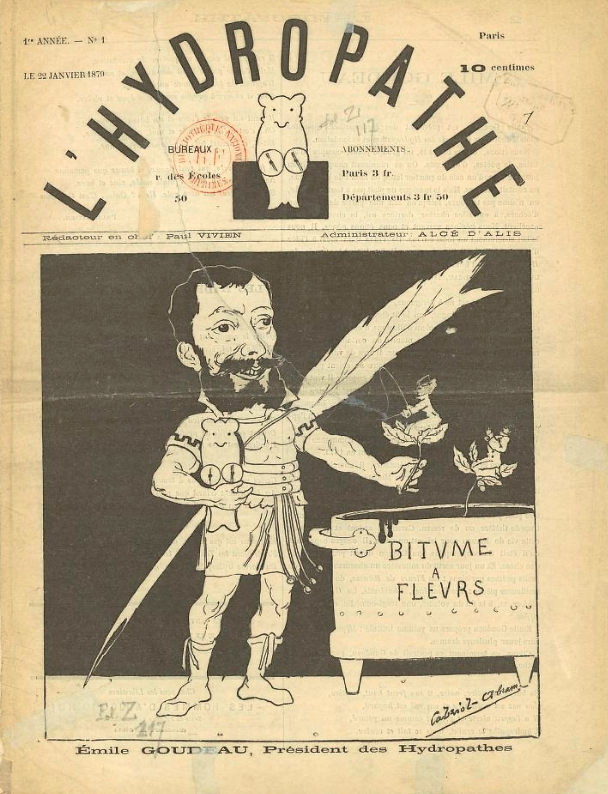
L'Hydropathe, no 1 du 22 janvier 1879, avec Émile Goudeau, fondateur, caricaturé par Georges Lorin, dit Cabriol.

Les Hydropathes est un club littéraire parisien, fondé par le poète et romancier Émile Goudeau, et qui a existé entre 1878 et 1880 puis, de façon éphémère, en 1884.

## Histoire du club
Après la guerre de 1870, il se créa à Paris de nombreux clubs littéraires dont la longévité et l'importance furent extrêmement variées. Le club des Hydropathes fut l'un des plus importants tant par sa durée que par les artistes qui y participèrent.
Le club fut créé par Émile Goudeau, le 11 octobre 1878. Il choisit le nom Hydropathes (étymologiquement : « ceux que l'eau rend malades »), peut-être à partir d'une valse intitulée Die Hydropathen, de Joseph Gungl, qu'il affectionnait.

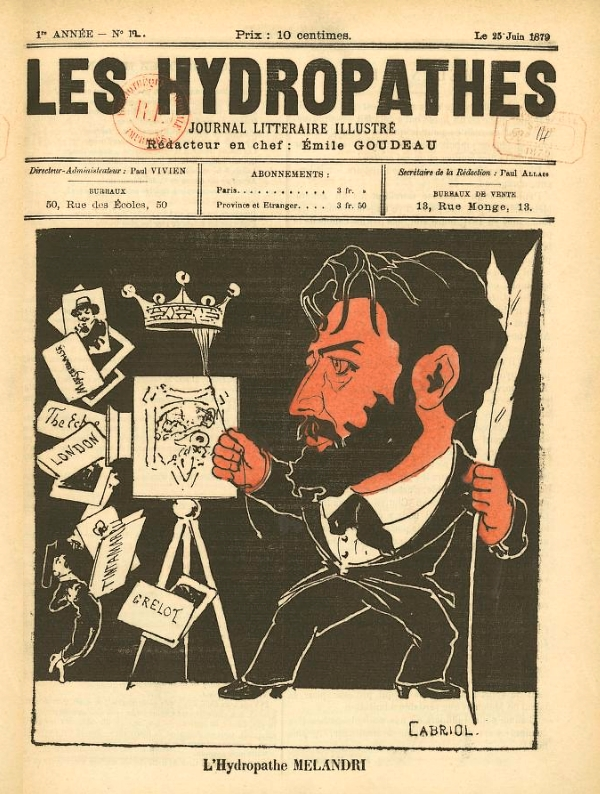
Caricature d'Achille Mélandri par Georges Lorin, dans le journal Les Hydropathes (25 juin 1879, no 12).

On peut également penser qu'il s'agit d'un jeu de mots sur le nom du fondateur : Goudeau, c'est-à-dire « goût d'eau », pour des gens qui n'aiment pas beaucoup l'eau… cela donne « hydropathes » :
— Pourquoi votre société a-t-elle pris le nom d'Hydropathe ? demandait-on à l'un de nos confrères :
— Parce qu'elle a Goudeau, et tient ses séances à l'hôtel Boileau.
Il peut s'agir enfin d'un clin d'œil ironique à l'hydre, cet animal dont les têtes repoussent au fur et à mesure qu'on les coupe, qu'il s'agisse de « l'hydre de la Révolution », « l'hydre de l'Anarchie », ou encore, sur un mode plus sérieux, de « l'hydre des conventions bourgeoises ».
L'objectif premier du club était de célébrer la littérature et en particulier la poésie : les participants déclamaient leurs vers ou leur prose à haute voix devant l'assistance, lors des séances du vendredi soir. Mais les membres professaient également le rejet de l'eau comme boisson au bénéfice du vin. Charles Cros écrivit :
Hydropathes, chantons en cœur
La noble chanson des liqueurs.
Le club eut un succès important : dès de sa première séance, il réunit 75 personnes et il compta plus tard 300  à   350 participants. Cette réussite était due en grande partie à son président et animateur, Émile Goudeau, mais aussi à une certaine bienveillance des autorités et à la facilité d'inscription : celui qui voulait s'inscrire était toutefois tenu de mentionner sur sa demande au président un talent quelconque dans la littérature, la poésie, la musique, la déclamation ou tout autre art. Dans les mois qui suivirent, de nombreux articles de journaux, en France et en Belgique, publièrent des comptes-rendus élogieux des séances du club des hydropathes, et la revue du même nom, fondée par Goudeau, parut à partir de janvier 1879. La fondation du club y était présentée ainsi :

« Nous étions, en ce temps-là, un groupe jeune, composé d'artistes, de poètes, d'étudiants. On se réunissait chaque soir au premier étage d'un café du Quartier latin, on faisait de la musique, on récitait des vers. Mais la musique ne plaît pas à tout le monde, on n'aime pas toujours, lorsqu'on fait une partie de piquet ou d'échecs, à entendre chanter derrière soi, le chanteur fût-il excellent. Nous gênions souvent et nous étions gênés. Il nous fallait absolument un local à nous. De l'idée d'un local à l'idée d'un cercle, il n'y avait qu'un pas. Il fut fait, et le cercle des Hydropathes était fondé. La création en était due surtout à l'activité d'Émile Goudeau. Il était juste qu'il en fût nommé Président. »

La revue compta 32 numéros entre 1879 et mai 1880. On y trouvait transcrites les interventions, poésies ou monologues, des membres du club et la présentation, à chacun de ses numéros, d'une personnalité proche du groupe (d'André Gill à Sarah Bernhardt et de Charles Cros à Alphonse Allais), qui apparaissait en caricature en couverture, exécutée le plus souvent par Cabriol, pseudonyme de Georges Lorin, et faisait l'objet d'un article élogieux en page 2. Elle fut ensuite remplacée par une autre revue, intitulée Tout-Paris, dont l'existence fut éphémère (5 numéros entre mai et juin 1880).
Le club se réunit d'abord dans un café du Quartier Latin (le Café de la Rive gauche, à l'angle de la rue Cujas et du boulevard Saint-Michel), puis dans divers locaux du même quartier, dont le café de l'Avenir au 1 place St Michel, et la salle de l'[H]ermitage, située au 29, rue Jussieu, le voisinage étant indisposé par le bruit. C'est après une série de chahuts provoqués par le trio Jules Jouy, Sapeck et Alphonse Allais, qui lancèrent des pétards et des feux d'artifice, que le club disparut en 1880. Mais dès l'année suivante, la plupart des anciens membres du club des Hydropathes se retrouvèrent au Chat noir de Rodolphe Salis, ouvert en décembre 1881.
Plusieurs anciens Hydropathes rejoignirent, également en 1881, un autre groupe, les Hirsutes, dont le président, Maurice Petit, fut ensuite remplacé par Goudeau. Le groupe des Hirsutes se saborda en février 1884. Il renaquit alors sous le nom d'Hydropathes, mais cessa ses activités en juillet de la même année : les cafés de la Rive droite, Le Chat noir en tête, avaient remplacé ceux de la Rive gauche en tant que lieux de réunions privilégiés de la bohème estudiantine.
Les anciens Hydropathes se retrouvèrent en 1928 à l'appel de Jules Lévy, autrefois fondateur des Arts incohérents, pour célébrer le cinquantenaire du groupe à la Sorbonne, cérémonie qui réunit 54 anciens membres et fit l'objet d'un article à la une du Figaro.
Dans son Journal au 17 octobre 1928, Paul Léautaud décrit cette réunion, d'une plume bien reconnaissable : « Aucun intérêt. Toutes ces drôleries ont extraordinairement vieilli. Un beau poème de Goudeau : La Revanche des bêtes, dit par Silvain, un peu mélodramatique. Pour commencer, un discours de Jules Lévy, passant en revue les Hydropathes, les morts, et les rares qui survivent. Mme Tailhade était assise deux rangs de fauteuils devant moi. Lévy prononce le nom de Tailhade. Aussitôt, elle prend son face-à-main, pour suivre… Mais le face-à-main à peine levé, c’était fini. Lévy s’était borné au nom. Le face-à-main est retombé. »

## Personnalités hydropathes[10]
- Paul Arène
- François Coppée
- Alphonse Allais
- Paul-Émile Allais
- Sarah Bernhardt
- Léon Bloy
- Paul Bourget
- Ernest Cabaner
- Coquelin Cadet
- Félicien Champsaur
- Henri Chassin
- Émile Cohl
- Charles Cros
- Michel-Eudes de L'Hay
- Louis Eugène, dit Veuzy
- Charles Frémine
- André Gill
- Ernest Grenet-Dancourt
- Jules Jouy
- Jules Laforgue
- Eugène Le Mouël
- Luigi Loir
- Maurice Mac-Nab
- Achille Mélandri
- Ernest Monin
- Édouard Norès
- Jean Rameau
- Jean Richepin
- Gustave Rivet
- Georges Rodenbach
- Maurice Rollinat
- Camille de Sainte-Croix
- Laurent Tailhade
- Georges Tiret-Bognet
- Joseph Uzanne[11]
- Léon Valade
- Henri Vaudémont
- Gabriel Vicaire
- Gaston Vuidet

## Autres associations
Plusieurs associations officielles (loi de 1901) rendent hommages aux Hydropathes de par leur nom.
- Depuis 2010, un collectif d'artistes originaires de Montmartre ou de ses alentours reprend la tradition hydropathesque d'amour du vin et des lettres autour des créations musicale, cinématographique, photographique, du design, et de l'organisation de soirées. Autodéfini comme un « collectif artistique et festif », c'est en se réunissant régulièrement place Émile-Goudeau qu'ils firent la connaissance de leurs défunts prédécesseurs et décidèrent de porter à leur tour ce flambeau tristement éteint depuis le XIXe siècle[13].

- À Périgueux, une association de poésie revendiquant une filiation avec les idées d’Émile Goudeau, originaire de Périgueux, est créée en 2001 : Les Hydropathes de Périgueux[14]. Les Hydropathes de Périgueux sont présidés par le poète Maurice Melliet, graphiste de profession, et publient chaque mois le Journal Hydropathes illustré qui recueille depuis le n°1 paru le 25 octobre 2001 les meilleurs poèmes récités lors des réunions mensuelles des auteurs de la région. En 2025 plus de 5000 poèmes avaient été publiés. Les collaborateurs incluent Thierry Bacofin, Nathalie Hardouin, Frank Trémoulinas, Jean-Pierre Doche, Jean-Claude Lemoine, l'illustrateur et écrivain José Correa, Pierre Mullon, Zoubir Sayad, Jean-François Monteil, Jean-Claude Lemoine, Jean-Claude Allard, Roland Debord, Daniel Malbranque et le musicien, dessinateur et écrivain Bruno Blum. Le club des Hydropathes de Périgueux a obtenu de la ville qu'une place Émile-Goudeau soit inaugurée rue Saint-Front à Périgueux.